# CUBEエンターテインメント
CUBEエンターテインメント（キューブ・エンターテインメント、朝: 큐브 엔터테인먼트、英: CUBE Entertainment）は、韓国の芸能プロダクションである。PENTAGON、i-dle、LIGHTSUMなどが所属している。
4大事務所には及ばないが、2022年の基準で韓国芸能事務所6位で比較的規模の大きい会社である。

## 沿革
2008年、JYPエンターテインメントの元代表ホン・スンソンによって設立された。その際にJYPエンターテインメントの練習生であったユン・ドゥジュンやイ・ギグァンが移籍加入した。
2009年6月、初のアイドルグループとなる5人組ガールズグループ「4minute」がデビュー。
2009年10月、6人組ボーイズグループ「BEAST」がデビュー。
2011年、子会社「A CUBEエンターテインメント」を設立し、4月に同社から7人組ガールズグループ「Apink」がデビュー。
2011年8月から11月にかけて、世界4都市で「UNITED CUBE CONCERT」を開催。
2012年3月、レーベル「CUBE DC」を設立し、7人組ボーイズグループ「BTOB」がデビュー。
2012年4月10日、ソウル市江南区清潭洞にレコーディングスタジオ「Cube Studio」をオープン。同スタジオは、レコーディングスタジオのみならず、カフェやグッズ販売、練習室も備えた。
2013年9月、サイダスHQが株式50.01％を取得し、CUBEエンターテインメントを買収。
2015年3月、7人組ガールズグループ「CLC」がデビュー。
2015年11月、LOENエンターテインメントが「A CUBEエンターテインメント」を買収。その後、同社は「Plan A ENTERTAINMENT」へと社名を変更した。
2016年2月、聖水洞の新社屋へ移転。
2016年7月、代表のホン・スンソンが辞任を発表するも約1ヶ月で復帰。
2016年10月、10人組ボーイズグループ「PENTAGON」がデビュー。
2016年11月、「BEAST」との契約を終了。その後、同グループは「HIGHLIGHT」へと名称を変更し、Around USエンターテインメントにて活動を再開した。
2017年8月、練習生のライ・グァンリンが、Mnet主催のオーディション番組「PRODUCE 101 シーズン2」を経て、期間限定グループ「Wanna One」としてデビュー。
2018年5月、6人組ガールズグループ「(G)I-DLE」がデビュー。
2018年11月、4人組ガールズグループ「A train to autumn」がデビュー。
2020年2月、VT GMPが筆頭株主となり経営権を取得し、一連の騒動で発生した社内紛争によって代表のホン・スンソンが辞任。VT GMPの子会社であるKVLY代表取締役アン・ウヒョンと、VT GMP副社長のイ・ドングァンが共同代表に就任した。
2020年8月、BTOBのソ・ウングァンがCUBEエンターテインメントの理事となった。CUBEの所属アーティストの中で初めて理事となった。
2021年6月、6人組ガールズグループ「LIGHTSUM」がデビュー。
2024年4月、5人組ボーイズグループ「NOWADAYS」がデビュー。
2025年5月2日、「(G)I-DLE」がグループ名を「i-dle」に変更。

## 所属

### グループ
- ☆は現在所属しているグループ

| ★ | グループ          | メンバー                                                                                   | 脱退メンバー                                                 | 所属    | 期間            | 出典         |
| - | ----------------- | ------------------------------------------------------------------------------------------ | ------------------------------------------------------------ | ------- | --------------- | ------------ |
|   | 4minute           | ナム・ジヒョン、ホ・ガユン、チョン・ジユン、キム・ヒョナ、クォン・ソヒョン                 | -                                                            |         | 2009年 - 2016年 |              |
|   | BEAST             | ユン・ドゥジュン、ヤン・ヨソプ、イ・ギグァン、ソン・ドンウン、ヨン・ジュンヒョン           | -                                                            |         | 2009年 - 2016年 | [ 15 ]       |
|   | Apink             | パク・チョロン、ユン・ボミ、チョン・ウンジ、キム・ナムジュ、オ・ハヨン                     | ホン・ユギョン、ソン・ナウン                                 | A CUBE  | 2011年 - 2016年 | [ 4 ]        |
|   | Trouble Maker     | チャン・ヒョンスン、キム・ヒョナ                                                           | -                                                            |         | 2011年 - 2021年 |              |
|   | BTOB              | ソ・ウングァン、イ・ミンヒョク、イ・チャンソプ、イム・ヒョンシク、プニエル、ユク・ソンジェ | チョン・イルフン                                             | CUBE DC | 2012年 - 2023年 | [ 3 ] [ 16 ] |
|   | M4M               | アレン、ジミー、ビンソン、ユ・ビン                                                         | パク・ジョンジョン                                           |         | 2013年 - 2015年 |              |
|   | CLC               | オ・スンヒ、チェ・ユジン、クォン・ウンビン                                                 | エルキー、ソン、チャン・スンヨン、チャン・イェウン           |         | 2015年 - 2022年 | [ 17 ]       |
| ☆ | PENTAGON          | フイ、ジンホ、シンウォン                                                                   | イドン、ホンソク、ヨウォン、ユウト、キノ、ウソク、イェンアン |         | 2016年 - 現在   | [ 18 ]       |
|   | Triple H          | フイ                                                                                       | キム・ヒョナ、イドン                                         |         | 2017年 - 2018年 |              |
| ☆ | i-dle             | ソヨン、ミヨン、ミンニ、ウギ、シュファ                                                     | スジン                                                       |         | 2018年 - 現在   | [ 8 ] [ 19 ] |
|   | A train to autumn | ファン・ジヒョン、キム・スビン、イ・アヨン、バク・ソミ                                     | -                                                            |         | 2018年 - 2020年 |              |
|   | WOOSEOK X KUANLIN | ウソク、ライ・グァンリン                                                                   | -                                                            |         | 2019年          | [ 20 ]       |
| ☆ | LIGHTSUM          | サンア、チョウォン、ナヨン、ヒナ、ジュヒョン、ユジョン                                     | フィヨン、ジアン                                             |         | 2021年 - 現在   | [ 12 ]       |
| ☆ | NOWADAYS          | ヒョンビン、ユン、ヨンウ、ジンヒョク、シユン                                               |                                                              |         | 2024年 - 現在   |              |

### ソロ
- ☆は現在所属しているアーティスト

| ★ | アーティスト       | 備考                            | 所属    | 期間            | 出典   |
| - | ------------------ | ------------------------------- | ------- | --------------- | ------ |
|   | キム・ヒョナ       | 元Wonder Girls、4minuteメンバー |         | 2008年 - 2018年 |        |
|   | チャン・ヒョンスン | 元BEASTメンバー                 |         | 2007年 - 2021年 | [ 21 ] |
| ☆ | チョン・イルフン   | 元BTOBメンバー                  |         | 2012年 - 現在   |        |
|   | エルキー           | 元CLCメンバー                   |         | 2016年 - 2021年 |        |
|   | イドン             | 元PENTAGONのメンバー            |         | 2017年 - 2018年 |        |
|   | スジン             | 元(G)I-DLEメンバー              |         | 2018年 - 現在   |        |
| ☆ | チョ・グォン       | 2AMメンバー                     |         | 2018年 - 現在   | [ 22 ] |
|   | ライ・グァンリン   | 元Wanna Oneメンバー             |         | 2017年 - 2021年 | [ 23 ] |
|   | G.NA               | 歌手                            |         | 2008年 - 2016年 | [ 24 ] |
|   | ホ・ガク           | 歌手                            | A CUBE  | 2011年 - 2016年 | [ 4 ]  |
|   | ピ (Rain)          | 歌手                            | CUBE DC | 2013年 - 2015年 | [ 25 ] |
| ☆ | ソウ               | 俳優                            |         | 2016年 - 現在   | [ 26 ] |
| ☆ | ユ・ソンホ         | 俳優                            |         | 2018年 - 現在   | [ 27 ] |
| ☆ | パク・ソニョン     | 俳優                            |         |                 |        |
| ☆ | ナ・イヌ           | 俳優                            |         | 2013年 - 現在   |        |
| ☆ | キム・ジヌ         | 俳優                            |         | 2021年 - 現在   | [ 28 ] |
| ☆ | パク・ミンハ       | 子役                            |         | 2015年 - 現在   | [ 29 ] |
| ☆ | パク・ミソン       | 芸人                            |         |                 |        |
| ☆ | イ・フィジェ       | 芸人                            |         |                 |        |
| ☆ | イ・サンジュン     | 芸人                            |         |                 |        |
| ☆ | キム・キョンア     | 芸人                            |         |                 |        |
| ☆ | チェ・デフン       | 芸人                            |         |                 |        |
| ☆ | ホ・ギョンファン   | 芸人                            |         | 2016年 - 現在   | [ 30 ] |
| ☆ | イ・ウンジ         | 芸人                            |         |                 |        |
| ☆ | ムン・スイン       | ファッションモデル              |         | 2020年 - 現在   | [ 31 ] |
| ☆ | ミジウ             | インフルエンサー、J-HOPEの実姉  |         | 2021年 - 現在   | [ 32 ] |

### 過去に所属していた練習生
- カン・ヘヨン（元BESTie、元EXID）
- Eddie Shin（AZIATIX）
- ソユ（SISTAR、元4minute練習生）
- ジェヒョ（Block B）
- ボナ（宇宙少女）
- ユジュ（元GFRIEND）
- パク・セリム（CRAVITY）
- ヨンジュン（TOMORROW X TOGETHER）
- 田島将吾 (INI)
- LIEN  (MIRAE)
- キム・スンフン(CIX)
- 奥斯卡Oscar(少年之名/創造営2021出演/ソロ)
- 陳誉庚チェン・ウィーゴン（青春有你3/BOYS PLANET出演）
- オ・ソンミン（元TO1/BOYS PLANET出演）
- ソン・ハンビン（ZEROBASEONE）
- ソク・マシュー（ZEROBASEONE）
- パク・ヒョン（n.SSign）
- パク・ハンビン (EVNNE)
- パク・ミンソク(HinLOVE)
- TAKUMA(LUN8)

## 公演
2011年に、世界4都市で、BEAST、4minute、G.NAを始めとするCUBEエンターテインメントおよびA CUBEエンターテインメント所属のアーティストによる合同コンサート「UNITED CUBE CONCERT」を開催。ブラジルでの開催はK-POP史上初の試みであった。以降も同様のコンサートを定期的に開催している。
| 日時                           | 都市                     | 会場                         |
| UNITED CUBE CONCERT 2010       | UNITED CUBE CONCERT 2010 | UNITED CUBE CONCERT 2010     |
| ------------------------------ | ------------------------ | ---------------------------- |
| 2010年8月10日                  | ソウル特別市             | 蚕室総合運動場               |
| UNITED CUBE CONCERT 2011       |                          |                              |
| 2011年8月14日                  | ソウル特別市             | 蚕室総合運動場               |
| 2011年8月25日                  | 東京都                   | 日本武道館                   |
| 2011年12月5日                  | ロンドン                 | O2アカデミー・ブリクストン   |
| 2011年12月13日                 | サンパウロ               | エスパコ・ダス・アメリカス   |
| UNITED CUBE CONCERT 2013       |                          |                              |
| 2013年1月26日                  | 南京市                   | 南京奥體中心體育館           |
| 2013年2月2日                   | ソウル特別市             | 首爾蠶室綜合體育運動場       |
| 2013年2月21日                  | 横浜市                   | 横浜アリーナ                 |
| CUBE FESTIVAL                  |                          |                              |
| 2015年9月30日                  | 上海市                   | 上海体育館                   |
| I WANT CUBE POP CONCERT        |                          |                              |
| 2016年3月5日                   | マカオ                   | 澳門威尼斯人金光綜藝館       |
| 2018 UNITED CUBE -ONE- CONCERT |                          |                              |
| 2018年6月16日                  | ソウル特別市             | KINTEX                       |
| U＆Cube Festival in Japan      |                          |                              |
| 2019年3月23日                  | 東京都                   | 武蔵野の森総合スポーツプラザ |

## ディスコグラフィ

### アルバム
- V.A.「UNITED CUBE」香港版（2012年1月13日、ユニバーサルミュージック香港）
- V.A.「UNITED CUBE」台湾版（2012年1月24日、ユニバーサルミュージック台湾）

## 子会社
MUSIC CUBE（朝: 뮤직큐브）
2005年8月18日に韓国で設立された。主に音楽製品の出版、制作、ビジュアルデザイン、著作権管理を行う独立運営の音楽著作権会社である。
MUSIC CUBE JAPAN
2009年1月21日に日本で設立された。MUSIC CUBEの日本子会社。主に音楽製品の制作、開発、プロモーション、著作権管理を行っている。
CUBE DC（朝: 큐브DC）
2012年に設立。CUBEエンターテインメントの子会社。親会社のCUBEエンターテインメントは、2014年8月27日に完全子会社として買収したと発表した。
CUBE TV（朝: 큐브TV）
2015年7月1日に設立された。iHQはCUBEエンターテインメントと協力し、iHQ投資管理チャネル、CUBEはプログラムコンテンツを提供し、K-POP文化の促進、バラエティショーの再生、会議の歌唱を専門とするチャネルである。このチャンネルには、BTOBの「BTOB SHOW」、CLCの「城東区レジデント」、PENTAGONの「ペンタゴンメーカー」、トリプルHの「トリプルHファンエージェンシー」、オンラインドラマ「スパーク」などがある。
U-CUBE
2018年11月23日、MUSIC CUBEとユニバーサルミュージックジャパンは、アーティストや関連商品の海外プロモーションと流通のために設立した。
CUBE JAPAN
MUSIC CUBEの海外子会社。2012年に日本で設立された。主に親会社および関連製品の海外プロモーションおよび流通を担当。本社は東京都港区にあり、後にCUBE Entertainment JAPANが運営して日本の活動を行っている。
VT CUBE JAPAN
旧：CUBE ENTERTAINMENT JAPAN。2015年10月27日に日本で設立されたCUBEエンターテインメントの日本現地法人であり、2020年に社名が変更された。CUBEエンターテインメントが100％所有しており、資本金は9600万円である。日本における親会社所属アーティストの企画・運営を担当。本社は現在、東京都千代田区に所在する。
Starline Entertainment（朝: 스타라인엔터테인먼트를）
2016年2月12日、代表者パク・ソンスはCUBEエンターテインメントの完全子会社となることで合意した。